# Col de Bóixols
Le col de Bóixols (coll de Bóixols en catalan) est un col routier des Pyrénées, situé dans la province de Lérida en Catalogne au nord-est d'Isona i Conca Dellà. Son altitude est de 1 321 ou 1 326 mètres.

## Géographie
Le col se situe sur la route L511, en limite de la comarque d'Alt Urgell (commune de Coll de Nargó) à l'est et de la comarque de Pallars Jussa (commune d'Abella de la Conca) à l'ouest. La route se prolonge à 500 mètres au nord du col jusqu'à un point haut à 1 332 mètres d'altitude (indiqué à 1 380 m par la voirie), avant de redescendre sur Bóixols. Au col, une voie sans issue, le chemin de Ca l'Astor, descend directement vers l'ouest.

## Activités

### Cyclisme
Classé en 2e catégorie du Grand prix de la montagne, le col est au programme de la 7e étape du Tour d'Espagne 2010 partant d'Andorre-la-Vieille pour Lérida. L'Espagnol David García Dapena le franchit en tête.
Il est de nouveau emprunté de la 12e étape du Tour d'Espagne 2015 entre Escaldes-Engordany (Andorre) et Lérida. Le Français Maxime Bouet le franchit en tête.
Ce col avait été au programme de la Vuelta en 1977 puis en 1981.